# Čchen Jün
Čchen Jün (čínsky 陈云, pinyin: Chén Yún; 13. června 1905 Šanghaj – 10. dubna 1995 Peking) byl jedním z nejvlivnějších a nejmocnějších čínských vůdců 20. století. Od roku 1931 do roku 1987 působil v Ústředním výboru, tedy úctyhodných 56 let a více než 40 let v politbyru. V roce 1934 se připojil k Dlouhému pochodu. Po stáži v Moskvě se vrátil do Jen-anu v roce 1937, kde působil hlavně v oblasti ekonomiky, přestože po základní škole neměl žádné formální vzdělání.
Čchen byl jedním z mála vůdců, kteří neschvalovali koncept Velkého skoku, ale respektovali reálnou situaci a plánovali transformaci čínské ekonomiky na dobu nejméně tří pětiletek. Dalšími vůdci byli Čou En-laj, Po I-po a vedoucí Státní plánovací komise Li Fu-čchun.
Přestože byl za to odsouzen, v roce 1961 se vrátil na vrchol, když byl vyzván, aby vedl tým, který obnovil čínskou ekonomiku. Během Kulturní revoluce byl kritizován jako „kapitalista“ a byl vyloučen ze všech svých funkcí s výjimkou členství v Ústředním výboru.
Poté, co se Mao stáhl do ústraní po Velkém skoku, tak nejvyšší státní funkci a tím i zodpovědnost za vývoj ekonomiky vložil na bedra Liou Šao-čchimu. Tomu se podařilo sestavit tým odborníků, poměrně rychle uklidnit napětí ve společnosti a nastartovat oživení ekonomiky. V jeho týmu nechyběli Teng Siao-pching, Čchen Jün a další osobnosti, které známe jako iniciátory úspěšných reforem zahájených po roce 1979.
Když v roce 1977 Teng Siao-pching obnovil svůj post místopředsedy Ústředního výboru, Čchen také opět nabyl významné role. Zatímco Teng se stal architektem rozsáhlých ekonomických reforem, Čchen zůstal věrný svým starým marxistickým ideálům, které sloužily jako důležitá brzda tempa vývoje Číny v 80. a začátkem 90. let a donutily Tenga ke kompromisu. Čchena si lidé budou pravděpodobně nejvíce pamatovat pro jeho „ekonomiku ptačí klece“. Podle jeho názoru by měl čínský trh fungovat jako pták v kleci. Tato klec by neměla být příliš malá, jinak by se pták udusil. Ale pták musel být držen v kleci, jinak by odletěl. Ačkoli Čchen formálně odešel v roce 1987, jeho vliv na ekonomické rozhodování byl stále značný.